# Liste der Biografien/Lindn
Liste der Biografien |
Portal Biografien |
Personensuche
# |
A |
B |
C |
D |
E |
F |
G |
H |
I |
J |
K |
L |
M |
N |
O |
P |
Q |
R |
S |
T |
U |
V |
W |
X |
Y |
Z |
?
 
La |
Lb |
Lc |
Le |
Lg |
Lh |
Li |
Lj |
Ll |
Lm |
Lo |
Lp |
Lt |
Lu |
Lv |
Lw |
Lx |
Ly |
Lz
 
Lia |
Lib |
Lic |
Lid |
Lie |
Lif |
Lig |
Lih |
Lii |
Lij |
Lik |
Lil |
Lim |
Lin |
Lio |
Lip |
Liq |
Lir |
Lis |
Lit |
Liu |
Liv |
Liw |
Lix |
Liy |
Liz
 
Lina |
Linb |
Linc |
Lind |
Line |
Linf |
Ling |
Linh |
Lini |
Linj |
Link |
Linl |
Linn |
Lino |
Linp |
Lins |
Lint |
Linu |
Linv |
Linw |
Linx |
Liny |
Linz
 
Linda |
Lindb |
Linde |
Lindf |
Lindg |
Lindh |
Lindi |
Lindk |
Lindl |
Lindm |
Lindn |
Lindo |
Lindp |
Lindq |
Lindr |
Linds |
Lindt |
Lindu |
Lindv |
Lindw |
Lindz
Die Liste der Biografien führt alle Personen auf, die in der deutschsprachigen Wikipedia einen Artikel haben. Dieses ist eine Teilliste mit 181 Einträgen von Personen, deren Namen mit den Buchstaben „Lindn“ beginnt.

## Lindn

### Lindne
- Lindner, Albert (1831–1888), deutscher Dramatiker und Gewinner des Schiller-Preises
- Lindner, Alois (* 1887), deutscher Attentäter
- Lindner, Amanda (1868–1951), deutsche Schauspielerin
- Lindner, Andreas (* 1962), deutscher Fußballspieler
- Lindner, Angela (* 1966), österreichische Politikerin (GRÜNE), Salzburger Landtagsabgeordnete
- Lindner, Ann-Kathrin (* 1987), deutsche Golfspielerin und Golfcoach
- Lindner, Anne-Rose (* 1990), deutsche Fußballspielerin
- Lindner, Annemarie (1920–2016), deutsche Naturkosmetikerin
- Lindner, Anni E. (* 1980), deutsche Schriftstellerin und Heilsarmeeoffizierin
- Lindner, Anton (1874–1928), österreichischer Lyriker und Kritiker
- Lindner, August (1820–1878), deutscher Violoncellist, Hof- und Kammermusiker, Konzertmeister und Komponist
- Lindner, Axel (* 1980), deutscher Musiker
- Lindner, Benjamin (1694–1754), deutscher lutherischer Geistlicher und Schriftsteller
- Lindner, Berend (* 1975), deutscher Jurist, politischer Beamter und Politiker (CDU)
- Lindner, Bernd (* 1952), deutscher Kulturhistoriker, Kultursoziologe, Autor und Kurator
- Lindner, Bernd (* 1956), deutscher Ruderer, Bundestrainer
- Lindner, Berthold (* 1937), deutscher Werbegrafiker und Formgestalter
- Lindner, Bruno (1853–1930), deutscher Indologe
- Lindner, Burkhardt (1943–2015), deutscher Literaturwissenschaftler
- Lindner, Carl, Jr. (1919–2011), US-amerikanischer Unternehmer
- Lindner, Christian (* 1959), deutscher Journalist, Chefredakteur der Rhein-Zeitung
- Lindner, Christian (* 1979), deutscher Politiker (FDP), MdL, MdBChristian Lindner (* 1979)

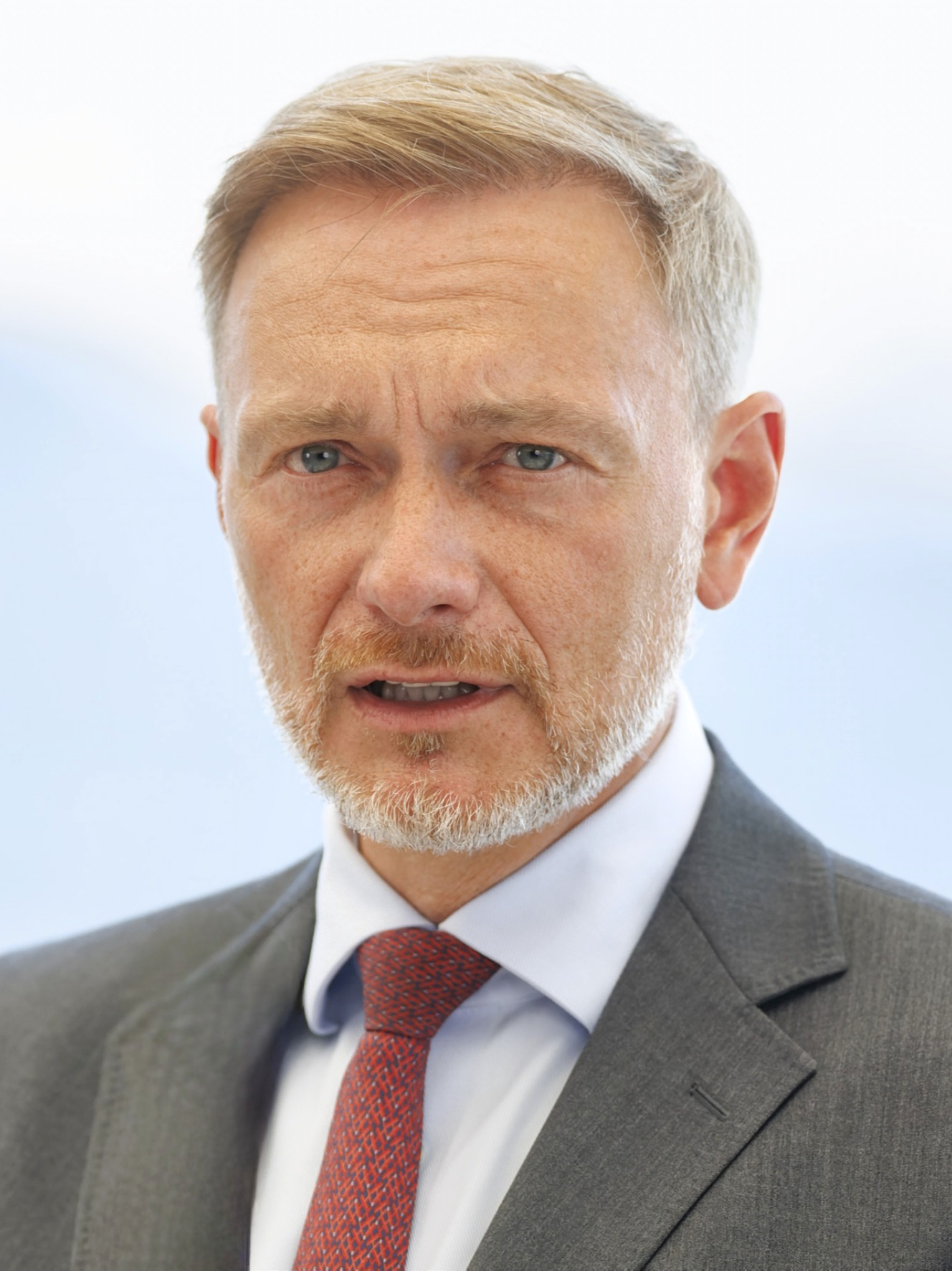
Christian Lindner (* 1979)

- Lindner, Christian August (1772–1832), deutscher Maler und Zeichner
- Lindner, Claus (* 1959), deutscher Bildhauer
- Lindner, Constanze (* 1973), deutsche Schauspielerin, Kabarettistin und Synchronsprecherin
- Lindner, Curt (* 1938), US-amerikanischer Mathematiker
- Lindner, David (1604–1644), deutscher Rechtswissenschaftler
- Lindner, Detlef (* 1963), deutscher Politiker (CDU), MdL
- Lindner, Detlef (* 1964), deutscher Fußballspieler
- Lindner, Dieter (1937–2021), deutscher Leichtathlet und Olympiamedaillengewinner
- Lindner, Dieter (1939–2024), deutscher Fußballspieler und -funktionär
- Lindner, Dominikus (1889–1974), deutscher Geistlicher und Kirchenrechtler
- Lindner, Dörte (* 1974), deutsche Wasserspringerin
- Lindner, Eberhard (* 1930), deutscher Fußballspieler
- Lindner, Eduard (1875–1947), österreichischer Politiker (SDAP), Landtagsabgeordneter
- Lindner, Ehregott Friedrich (1733–1816), deutscher Mediziner
- Lindner, Ekkehard (* 1934), deutscher Chemiker und Hochschullehrer an der Universität Tübingen
- Lindner, Elisabeth (* 1994), deutsche Violinistin
- Lindner, Emanuel (1905–1985), deutscher Architekt
- Lindner, Ernst (1870–1956), österreichischer Architekt
- Lindner, Ernst (1873–1953), deutscher Kommunalpolitiker
- Lindner, Ernst (1935–2012), deutscher Fußballspieler
- Lindner, Ernst Otto (1820–1867), deutscher Musikwissenschaftler und Schriftsteller
- Lindner, Erwin (1888–1988), deutscher Entomologe
- Lindner, Evelin (* 1954), deutsche Konfliktforscherin und Hochschullehrerin in Norwegen
- Lindner, Felix (1849–1917), deutscher Anglist
- Lindner, Felix (* 1977), deutscher Hacker, Experte für Computersicherheit
- Lindner, Ferdinand (1842–1906), deutscher Maler und Illustrator
- Lindner, Ferdinand Gustav (1833–1893), deutscher Lehrer und Altphilologe
- Lindner, Franz († 1564), Unterstadtschreiber, Richter und Bürgermeister in Görlitz
- Lindner, Friedrich Ludwig (1772–1845), deutscher Journalist, Schriftsteller und Mediziner
- Lindner, Friedrich Wilhelm (1779–1864), deutscher Theologieprofessor
- Lindner, Fritz (1901–1977), deutscher Biochemiker
- Lindner, Georg (1925–2014), deutscher Politiker (CDU), MdL
- Lindner, Georg (* 1983), österreichischer bzw. moldauischer Skirennfahrer
- Lindner, Gerhard (1896–1982), deutscher Generalmajor im Zweiten Weltkrieg
- Lindner, Gerhard (* 1929), deutscher LDPD-Funktionär, MdV, Mitglied des Staatsrates der DDR
- Lindner, Gerhart (1925–2005), deutscher Phonetiker und Hochschullehrer
- Lindner, Gregor (1831–1917), böhmischer Stadtdechant, päpstlicher geheimer Kämmerer
- Lindner, Gustav Adolf (1828–1887), böhmischer Pädagoge, Psychologe, Philosoph und Soziologe
- Lindner, Hans (1883–1944), deutscher Landschaftsmaler
- Lindner, Hans (* 1941), deutscher Unternehmer
- Lindner, Hans-Joachim (1910–1995), deutscher Ingenieur und Unternehmer
- Lindner, Harald (1938–2014), deutscher Geophysiker und Hochschullehrer
- Lindner, Heike (* 1961), deutsche evangelische Theologin
- Lindner, Heinrich August (1705–1787), kursächsischer Hofbeamter und Genealoge
- Lindner, Heinrich Robert (1851–1933), deutscher Eisenbahningenieur
- Lindner, Heinz (1904–1982), deutscher Fußballspieler, Leichtathlet, Verwaltungsbeamter und Sportfunktionär
- Lindner, Heinz (* 1990), österreichischer FußballtorhüterHeinz Lindner (* 1990)

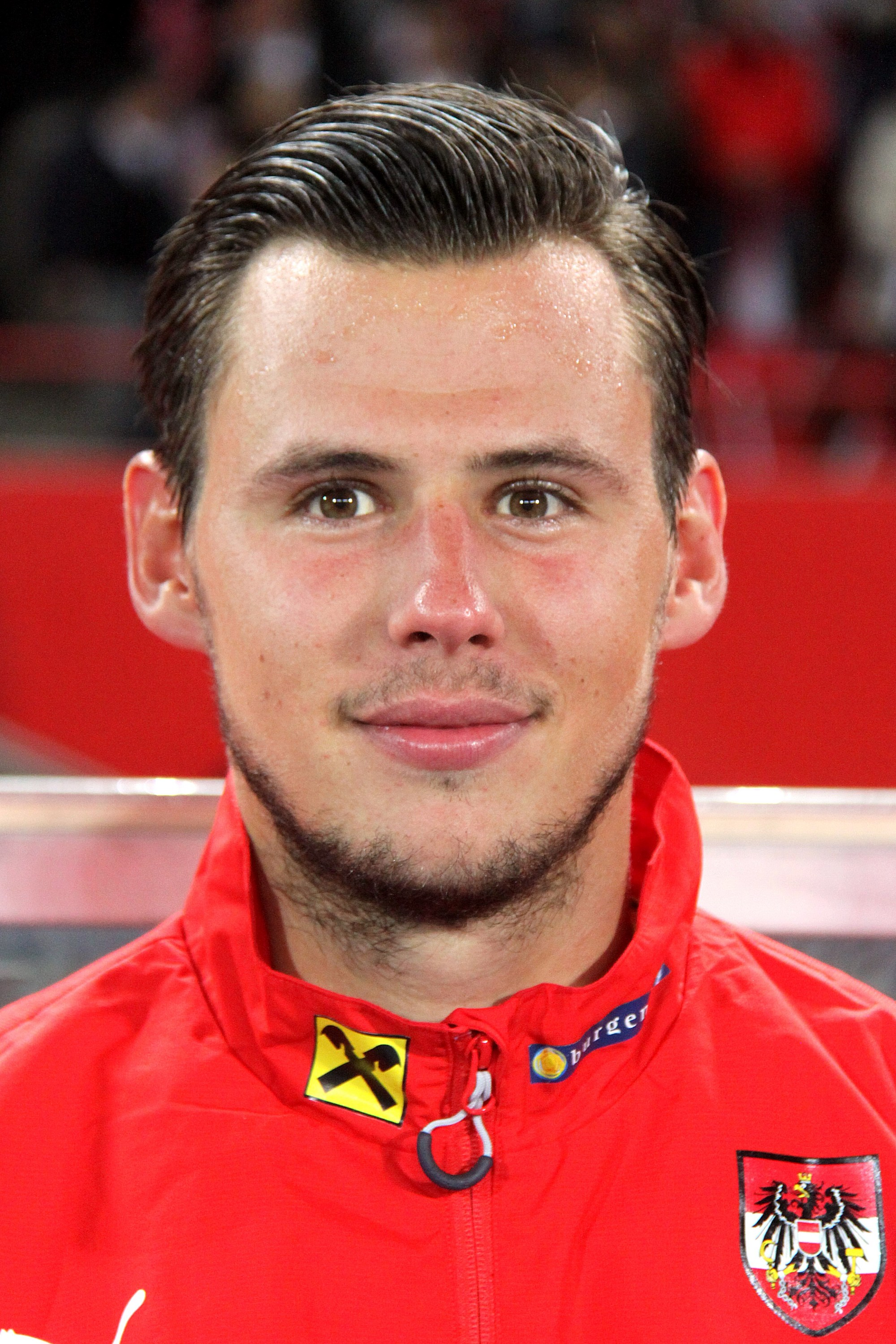
Heinz Lindner (* 1990)

- Lindner, Helga (1951–2021), deutsche Schwimmerin
- Lindner, Helmut (1907–1983), deutscher Physiker, Elektroingenieur, Hochschullehrer und Autor
- Lindner, Helmut (1927–2002), deutscher Politiker (CDU), MdL
- Lindner, Herbert (1892–1944), deutscher Unternehmer
- Lindner, Hermann (1905–1957), österreichischer Ingenieur, Erfinder und Unternehmer
- Lindner, Hermann (1934–2000), deutscher Maler und Grafiker
- Lindner, Hermann (* 1953), deutscher Fußballspieler
- Lindner, Herta (1920–1943), deutsche antifaschistische Widerstandskämpferin
- Lindner, Ines (1953–2022), deutsche Kunsthistorikerin
- Lindner, Jacob (1810–1889), deutscher Theatermeister, Architekt und herzoglicher Bauinspektor
- Lindner, Jakob (1544–1606), deutscher Pädagoge
- Lindner, Jan (* 1985), deutscher Autor
- Lindner, Jarosław (* 1988), deutsch-polnischer Fußballspieler
- Lindner, Jason (* 1973), US-amerikanischer Fusion- und Jazzmusiker (Piano, Keyboard, Arrangement, Komposition) und Orchesterleiter
- Lindner, Joachim (1924–2024), deutscher Schriftsteller und Herausgeber
- Lindner, Joachim (1938–2024), deutscher Bauingenieur
- Lindner, Joachim (* 1946), deutscher Jurist und Richter
- Lindner, Johann (1839–1906), deutscher Kupferstecher
- Lindner, Johann (* 1959), österreichischer Hammerwerfer und Bobfahrer
- Lindner, Johann Gotthelf (1729–1776), deutscher Hochschullehrer und Schriftsteller
- Lindner, Johann Gottlieb (1726–1811), deutscher Pädagoge, Historiker und Autor
- Lindner, Johann Joseph Friedrich, deutscher Flötist
- Lindner, Johann Sigmund (1770–1827), Erster rechtskundiger Bürgermeister von Erlangen (1818–1827)
- Lindner, Johann Traugott (1777–1856), deutscher Jurist und Chronist
- Lindner, Johannes, deutscher Dominikaner und Chronist
- Lindner, Josef Franz (* 1966), deutscher Rechtswissenschaftler und Hochschullehrer
- Lindner, Josefine (* 1988), deutsche Szenenbildnerin
- Lindner, Joseph (1810–1875), österreichischer Richter und Politiker
- Lindner, Joseph (1825–1879), deutscher katholischer Geistlicher und Mitglied des Deutschen Reichstags
- Lindner, Kaspar Gottlieb (1705–1769), deutscher Lyriker, Opitz-Biograf und Arzt
- Lindner, Katharina (1979–2019), deutsche Fußballspielerin
- Lindner, Kathrin (* 1975), deutsche Schauspielerin
- Lindner, Katrin (* 1947), deutsche Sängerin und Malerin
- Lindner, Klaus (* 1935), deutscher Astronom, Lehrer und Autor
- Lindner, Klaus (1937–2022), deutscher Bibliothekar und Kartograf
- Lindner, Konstantin (* 1976), deutscher römisch-katholischer Theologe
- Lindner, Kurt (1877–1966), deutscher Unternehmer
- Lindner, Kurt (1906–1987), deutscher Unternehmer, Jagdkundler und Sachbuchautor
- Lindner, Lars (* 1972), deutscher Mediziner und Hochschullehrer
- Lindner, László (1916–2004), ungarischer Schachkomponist
- Lindner, Laura (* 1994), deutsche Fußballspielerin
- Lindner, Lilly (* 1985), deutsche AutorinLilly Lindner (* 1985)

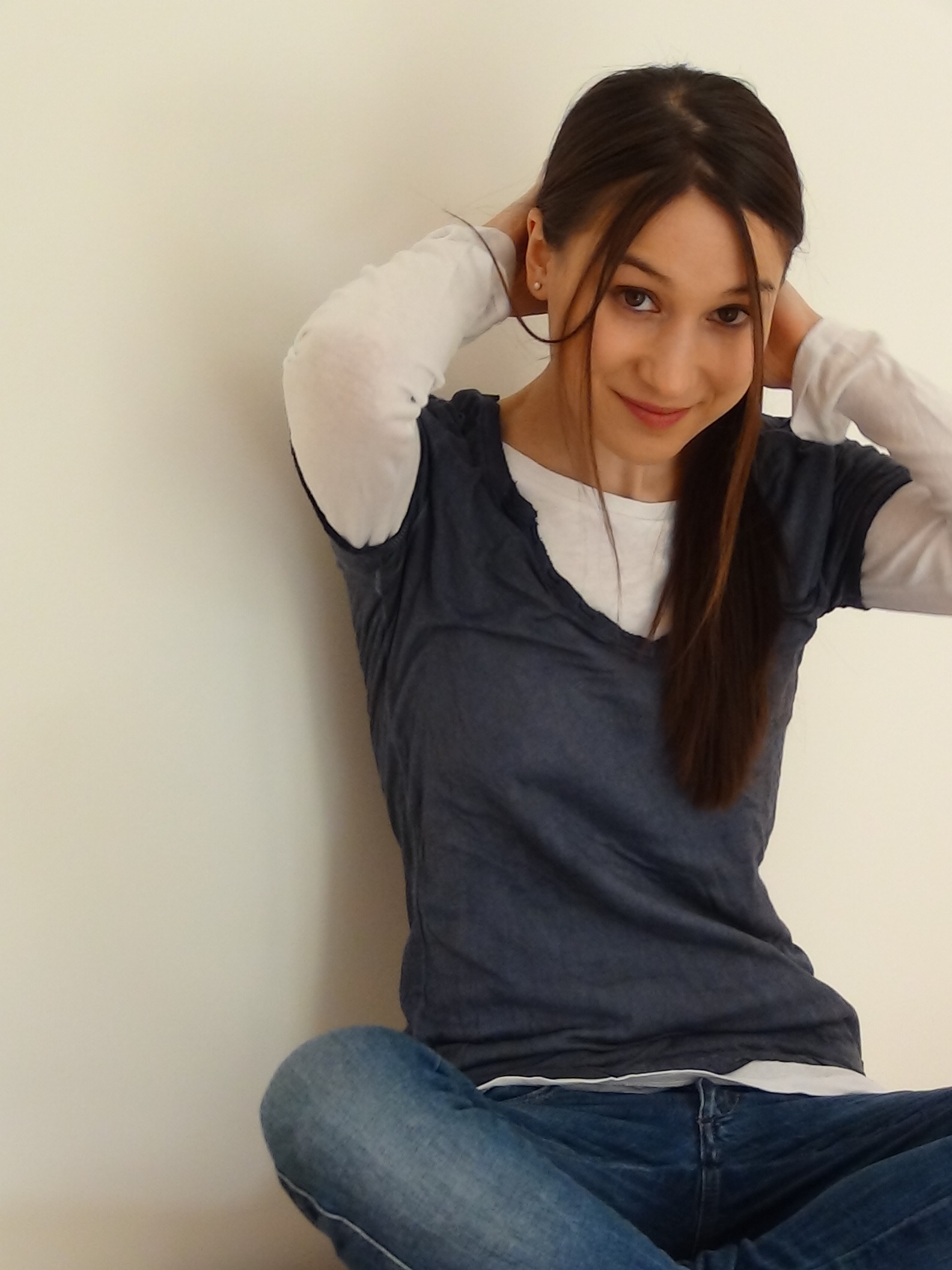
Lilly Lindner (* 1985)

- Lindner, Lin (* 1994), deutsche politisch aktive Person (Die Linke), MdB
- Lindner, Lothar (* 1928), deutscher Gewerkschafter (FDGB)
- Lindner, Magdalena (* 2000), österreichische Sprinterin
- Lindner, Manfred, deutscher Fußballspieler
- Lindner, Manfred (1918–2007), deutscher Nervenarzt und Nabatäer-Forscher
- Lindner, Manfred (* 1937), deutscher Jazzmusiker
- Lindner, Manfred (* 1957), deutscher theoretischer Physiker
- Lindner, Mano H. (1953–2001), österreichischer Maler und Bildhauer
- Lindner, Marcus G. (* 1961), österreichischer Koch
- Lindner, Marianne (1922–2016), bayerische Volksschauspielerin
- Lindner, Mario (* 1982), österreichischer Politiker (SPÖ), Mitglied des Bundesrats
- Lindner, Markus (* 1970), österreichischer Schriftsteller und Künstler
- Lindner, Marlies (* 1964), deutsche Juristin
- Lindner, Martin (* 1964), deutscher Jurist und Politiker (FDP), MdA, MdB
- Lindner, Matthias (* 1965), deutscher Fußballspieler
- Lindner, Matthias (* 1988), österreichischer Fußballspieler
- Lindner, Michael (1880–1941), deutscher Heimat- und Landschaftsmaler
- Lindner, Michael (* 1983), österreichischer Politiker (SPÖ)
- Lindner, Michaela (* 1958), deutsche Politikerin (Die Linke)
- Lindner, Monika (* 1944), österreichische Journalistin, Generaldirektorin des ORF (2002–2006), Abgeordnete zum Nationalrat
- Lindner, NiMa (* 1981), deutsche Singer-Songwriterin, Gitarristin und Schlagzeugerin
- Lindner, Otto (1852–1945), deutsch-belgischer Ingenieur und Kolonialadministrator
- Lindner, Otto (1929–2020), deutscher Architekt und Unternehmer
- Lindner, Patrick (* 1960), deutscher SchlagersängerPatrick Lindner (* 1960)

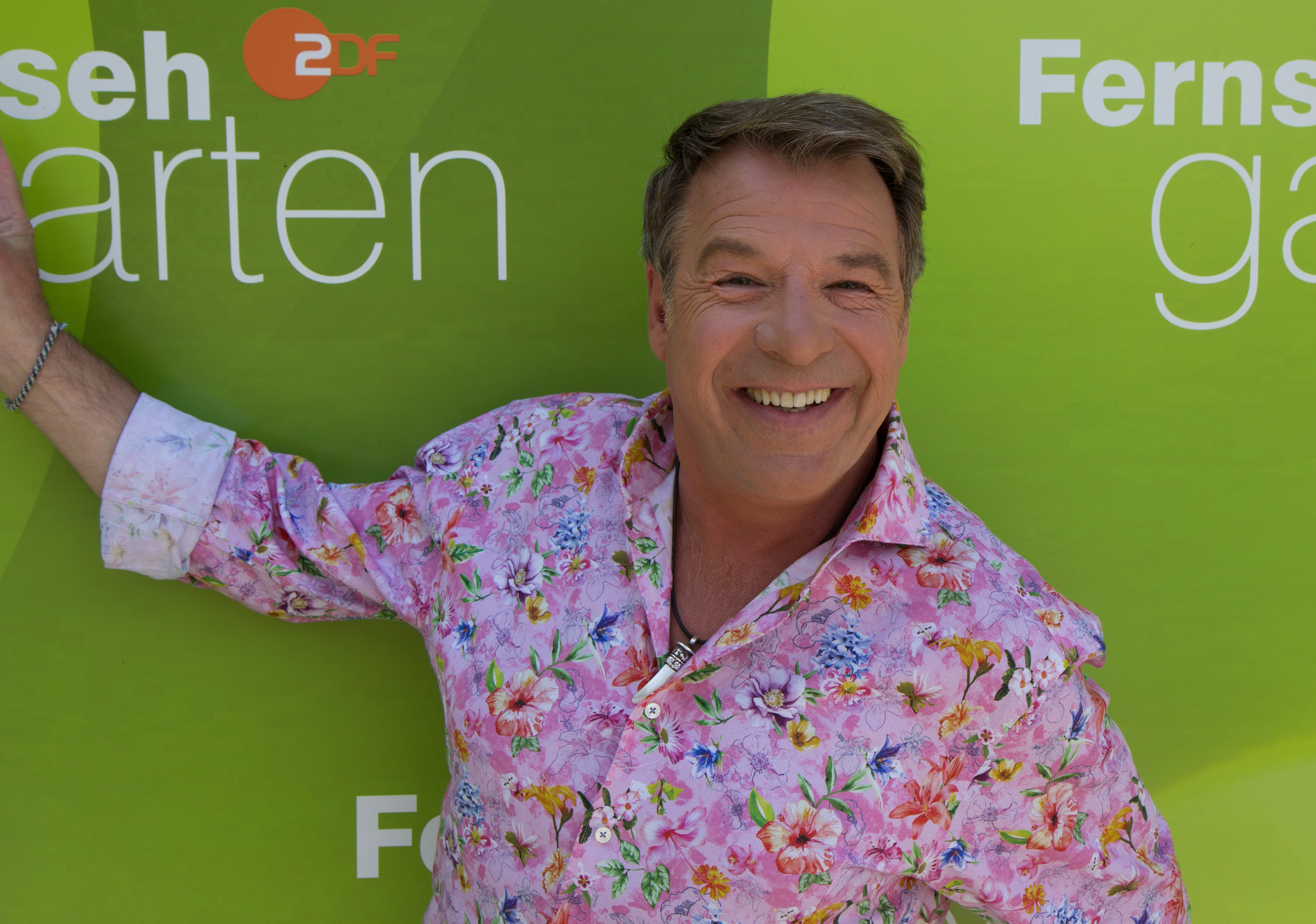
Patrick Lindner (* 1960)

- Lindner, Paul (1861–1945), deutscher Mikrobiologe
- Lindner, Paul (1911–1969), deutscher Widerstandskämpfer
- Lindner, Peter (1930–1964), deutscher Rennfahrer
- Lindner, Philipp (* 1995), österreichischer Eishockeyspieler
- Lindner, Pirmin August (1848–1912), österreichischer Benediktiner und Ordenshistoriker
- Lindner, Rainer (* 1966), deutscher Manager und Osteuropahistoriker
- Lindner, Reinhard (* 1960), deutscher Hochschullehrer, Psychiater und Psychotherapeut
- Lindner, Reinhardt (* 1945), deutscher Fußballspieler
- Lindner, Reinhold (1937–2015), deutscher Fußballspieler
- Lindner, Richard (1901–1978), US-amerikanischer Maler deutscher Herkunft
- Lindner, Robert (1916–1967), österreichischer Schauspieler
- Lindner, Roland (* 1937), Schweizer Architekt und Politiker (SVP)
- Lindner, Roland (1937–2022), deutscher Diplomat, Botschafter der DDR
- Lindner, Rolf (* 1945), deutscher Ethnologe und Volkskundler
- Lindner, Romy (* 1967), deutsche Langstreckenläuferin
- Lindner, Ruth (1954–2008), deutsche Klassische Archäologin
- Lindner, Sophie (* 2002), österreichische Fußballspielerin
- Lindner, Stephan H. (* 1961), deutscher Historiker
- Lindner, Theodor (1843–1919), deutscher Historiker
- Lindner, Thomas (* 1974), deutscher Komponist, Texter und Sänger
- Lindner, Tobias (* 1961), deutscher Biathlet
- Lindner, Tobias (* 1982), deutscher Volkswirt und Politiker (Bündnis 90/Die Grünen), MdBTobias Lindner (* 1982)

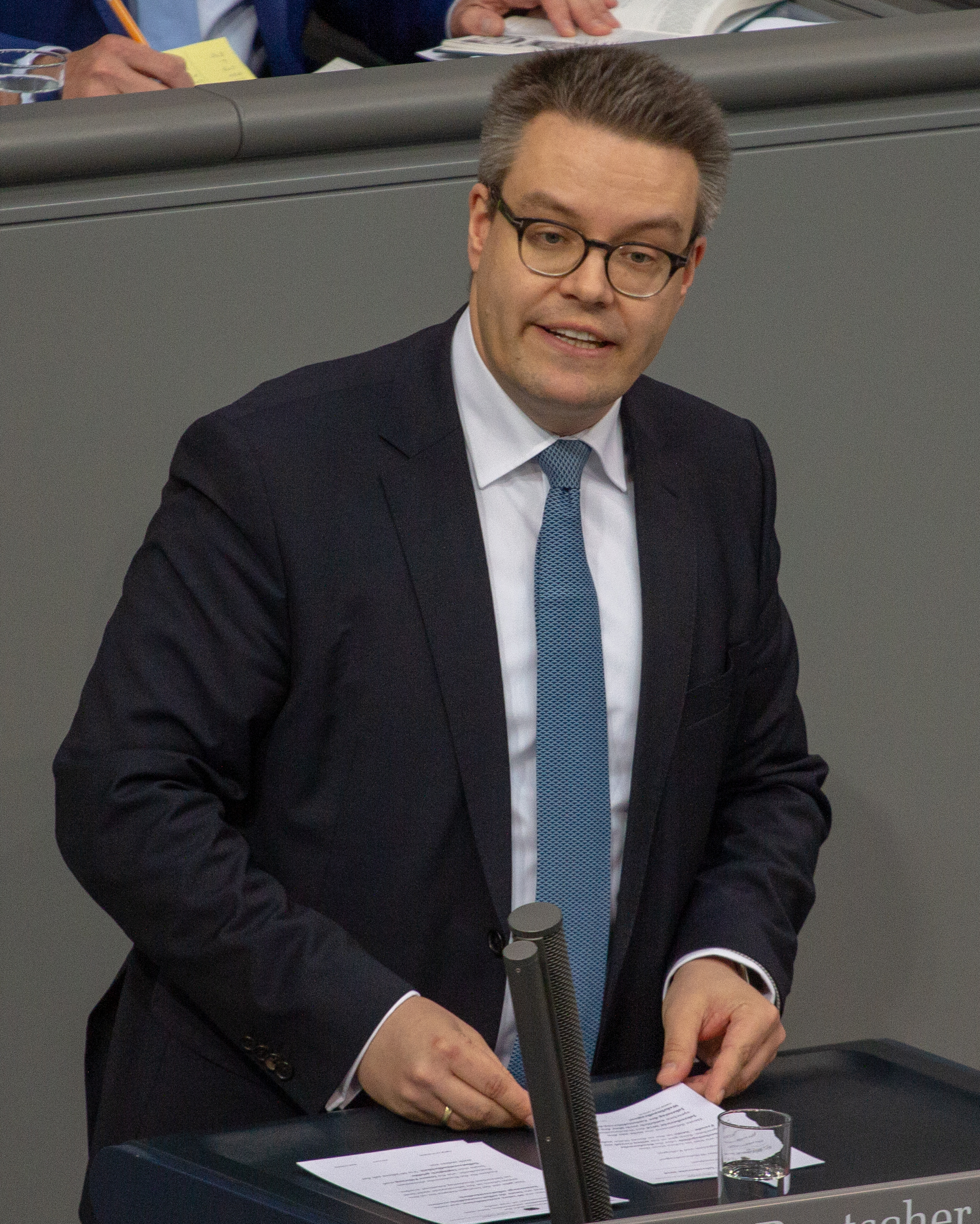
Tobias Lindner (* 1982)

- Lindner, Uli (* 1984), deutscher Autor und Redakteur im Bereich Fantasy
- Lindner, Ulrich (1938–2024), deutscher Chemiker, Fotograf und Fotografiker
- Lindner, Ulrike (* 1968), deutsche Historikerin
- Lindner, Ute (* 1958), deutsche Modedesignerin, Modegrafikerin und Modemanagerin
- Lindner, Ute (* 1968), deutsche Künstlerin
- Lindner, Victor Karl (1856–1930), deutscher Architekt
- Lindner, Walter (1897–1975), deutscher Politiker (DNVP, CDU) und Landtagsabgeordneter in Sachsen
- Lindner, Walter (1936–2007), deutscher Grafiker und Maler
- Lindner, Walter Johannes (* 1956), deutscher Diplomat
- Lindner, Wanja (* 1971), deutscher Trainer im Kunstradfahren und Einradfahren
- Lindner, Werner (1883–1964), deutscher Architekt
- Lindner, Wilhelm (1884–1956), deutscher Politiker (DNVP, CSVD, CDU), MdR, MdL
- Lindner, Wilhelm Bruno (1814–1876), deutscher Theologieprofessor und Bücherdieb
- Lindner, Willi (1910–1944), deutscher Fußballspieler
- Lindner, Wolff (1934–2003), deutscher Schauspieler, Hörspielsprecher und Schauspiellehrer
- Lindner, Wolfgang (* 1943), österreichischer Chemiker
- Lindner, Wolfgang junior (* 1981), österreichischer MusikerWolfgang Lindner junior (* 1981)

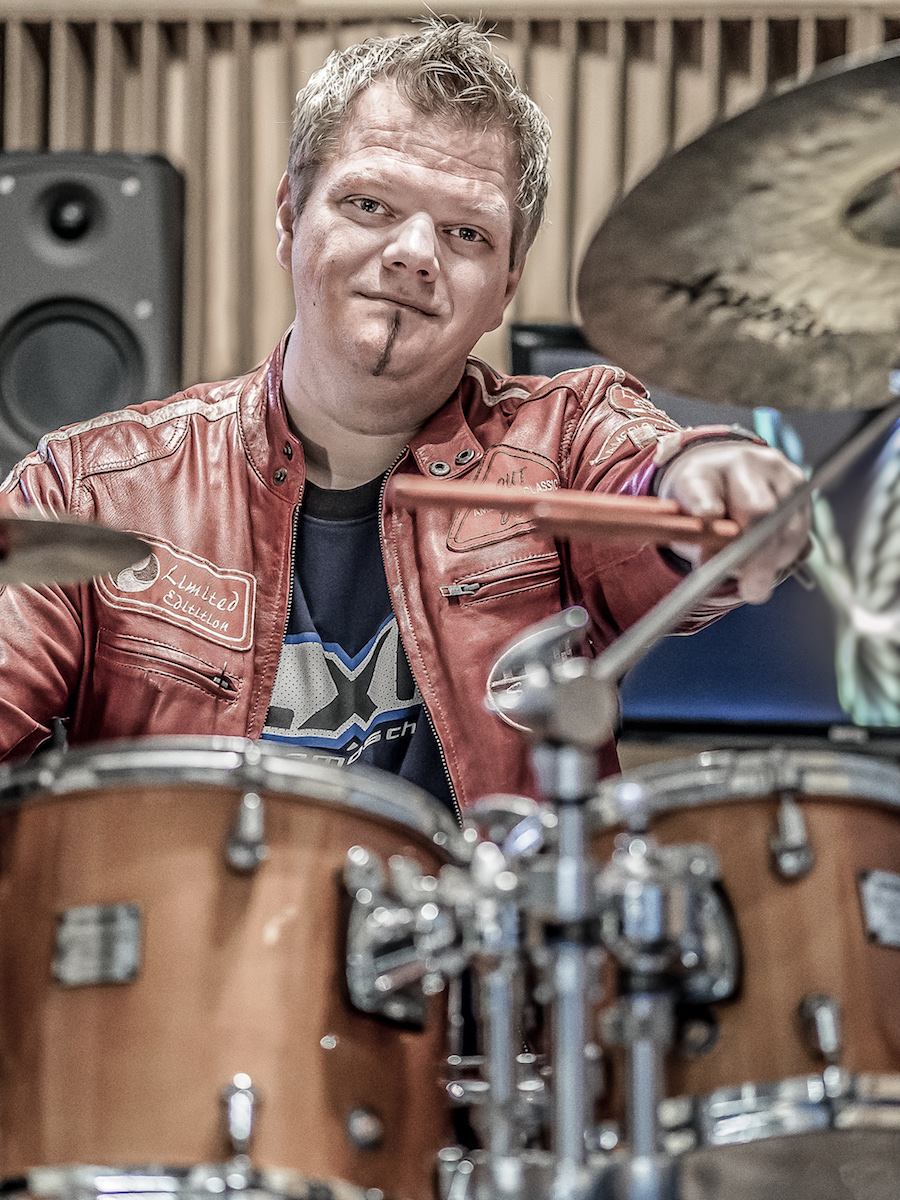
Wolfgang Lindner junior (* 1981)

- Lindner, Wolfram (1941–2010), deutscher Radsporttrainer
- Lindner, Wulf-Volker (* 1938), deutscher evangelischer Theologe und Hochschullehrer
- Lindner, Zabba (1949–2017), deutscher Schlagzeuger und Komponist
- Lindner-Bonelli, Gerd (1922–2006), deutscher Mandolinenvirtuose
- Lindner-Welk, Agathe (1892–1974), deutsche Schriftstellerin
- Lindner-Wolff, Elisabeth (* 1992), österreichische Politikerin und Winzerin
- Lindneux, Robert (1871–1970), US-amerikanischer Porträt- und Genremaler